# 坂井秀至
坂井秀至（1973年4月23日—），兵庫县三田市人，毕业于京都大学医学部，医师、日本關西棋院职业八段棋手。师从佐藤直男九段。2010年以3：2击败张栩夺得碁聖。2003年、2012年－2014年夺得關西棋院第一位決定戰。
2018年為回歸醫師一職而宣告休場，實際上已經從圍棋界引退。

## 頭銜
- 碁聖戦1期（第35期）
- 關西棋院第一位決定戰4期（第47期、第55-57期）
- 職業業餘對抗賽1期